# Canadian Open 2024 - Qualificazioni singolare maschile
Le qualificazioni del singolare maschile del Canadian Open 2024 sono state un torneo di tennis preliminare per accedere alla fase finale della manifestazione. I vincitori dell'ultimo turno sono entrati di diritto nel tabellone principale. In caso di ritiro di uno o più giocatori aventi diritto a questi sono subentrati i lucky loser, ossia i giocatori che hanno perso nell'ultimo turno ma che avevano una classifica più alta rispetto agli altri partecipanti che avevano comunque perso nel turno finale.

## Teste di serie
1. Giovanni Mpetshi Perricard (primo turno)
2. Yoshihito Nishioka (primo turno)
3. Roberto Carballés Baena (primo turno)
4. Brandon Nakashima (qualificato)
5. Max Purcell (primo turno)
6. Facundo Díaz Acosta (primo turno)
7. Jakub Menšík (ultimo turno)

1. Arthur Rinderknech (qualificato)
2. Emil Ruusuvuori (ritirato)
3. Roberto Bautista Agut (ultimo turno, lucky loser)
4. Rinky Hijikata (qualificato)
5. James Duckworth (ultimo turno, lucky loser)
6. Aleksandar Kovacevic (primo turno)
7. Borna Ćorić (qualificato)

## Qualificati
1. Mackenzie McDonald
2. Arthur Rinderknech
3. Thanasi Kokkinakis
4. Brandon Nakashima

1. Tarō Daniel
2. Rinky Hijikata
3. Borna Ćorić

### Lucky loser
1. Roberto Bautista Agut

1. James Duckworth

## Tabellone

### Sezione 1
|  | Primo turno | Primo turno                | Primo turno          | Primo turno | Primo turno |  |  | Ultimo turno | Ultimo turno       | Ultimo turno       | Ultimo turno | Ultimo turno |  |
|  |             |                            |                      |             |             |  |  |              |                    |                    |              |              |  |
|  | 1           | Giovanni Mpetshi Perricard | 7                    | 3           | 4           |  |  |              |                    |                    |              |              |  |
|  |             | Mackenzie McDonald         | 65                   | 6           | 6           |  |  |              | Mackenzie McDonald | Mackenzie McDonald | 7            | 7            |  |
|  |             | Camilo Ugo Carabelli       | Camilo Ugo Carabelli | 3           | 4           |  |  | 12           | James Duckworth    | James Duckworth    | 64           | 63           |  |
|  | 12          | James Duckworth            | James Duckworth      | 6           | 6           |  |  |              |                    |                    |              |              |  |

### Sezione 2
|  | Primo turno | Primo turno           | Primo turno           | Primo turno | Primo turno |  |  | Ultimo turno | Ultimo turno          | Ultimo turno          | Ultimo turno | Ultimo turno |  |
|  |             |                       |                       |             |             |  |  |              |                       |                       |              |              |  |
|  | 2           | Yoshihito Nishioka    | Yoshihito Nishioka    | 5           | 0           |  |  |              |                       |                       |              |              |  |
|  |             | Christopher O'Connell | Christopher O'Connell | 7           | 6           |  |  |              | Christopher O'Connell | Christopher O'Connell | 1            | r            |  |
|  |             | Aleksandar Vukic      | 3                     | 7           | 3           |  |  | 8            | Arthur Rinderknech    | Arthur Rinderknech    | 2            |              |  |
|  | 8           | Arthur Rinderknech    | 6                     | 63          | 6           |  |  |              |                       |                       |              |              |  |

### Sezione 3
|  | Primo turno | Primo turno             | Primo turno             | Primo turno | Primo turno |  |  | Ultimo turno | Ultimo turno          | Ultimo turno | Ultimo turno | Ultimo turno |  |
|  |             |                         |                         |             |             |  |  |              |                       |              |              |              |  |
|  | 3           | Roberto Carballés Baena | Roberto Carballés Baena | 64          | 3           |  |  |              |                       |              |              |              |  |
|  |             | Thanasi Kokkinakis      | Thanasi Kokkinakis      | 7           | 6           |  |  |              | Thanasi Kokkinakis    | 5            | 7            | 6            |  |
|  | Alt         | Aslan Karacev           | 6                       | 5           | 2           |  |  | 10           | Roberto Bautista Agut | 7            | 5            | 4            |  |
|  | 10          | Roberto Bautista Agut   | 3                       | 7           | 6           |  |  |              |                       |              |              |              |  |

### Sezione 4
|  | Primo turno | Primo turno        | Primo turno        | Primo turno | Primo turno |  |  | Ultimo turno | Ultimo turno      | Ultimo turno      | Ultimo turno | Ultimo turno |  |
|  |             |                    |                    |             |             |  |  |              |                   |                   |              |              |  |
|  | 4           | Brandon Nakashima  | Brandon Nakashima  | 6           | 6           |  |  |              |                   |                   |              |              |  |
|  | WC          | Nicolas Arseneault | Nicolas Arseneault | 3           | 2           |  |  | 4            | Brandon Nakashima | Brandon Nakashima | 6            | 7            |  |
|  |             | Adam Walton        | Adam Walton        | 4           | 2           |  |  | Alt          | Billy Harris      | Billy Harris      | 4            | 62           |  |
|  | Alt         | Billy Harris       | Billy Harris       | 6           | 6           |  |  |              |                   |                   |              |              |  |

### Sezione 5
|  | Primo turno | Primo turno          | Primo turno          | Primo turno | Primo turno |  |  | Ultimo turno | Ultimo turno  | Ultimo turno  | Ultimo turno | Ultimo turno |  |
|  |             |                      |                      |             |             |  |  |              |               |               |              |              |  |
|  | 5           | Max Purcell          | 6                    | 69          | 4           |  |  |              |               |               |              |              |  |
|  |             | Arthur Cazaux        | 4                    | 7           | 6           |  |  |              | Arthur Cazaux | Arthur Cazaux | 4            | 4            |  |
|  |             | Tarō Daniel          | Tarō Daniel          | 7           | 6           |  |  |              | Tarō Daniel   | Tarō Daniel   | 6            | 6            |  |
|  | 13          | Aleksandar Kovacevic | Aleksandar Kovacevic | 65          | 2           |  |  |              |               |               |              |              |  |

### Sezione 6
|  | Primo turno | Primo turno         | Primo turno         | Primo turno | Primo turno |  |  | Ultimo turno | Ultimo turno     | Ultimo turno | Ultimo turno | Ultimo turno |  |
|  |             |                     |                     |             |             |  |  |              |                  |              |              |              |  |
|  | 6           | Facundo Díaz Acosta | Facundo Díaz Acosta | 4           | 4           |  |  |              |                  |              |              |              |  |
|  | WC          | Alexis Galarneau    | Alexis Galarneau    | 6           | 6           |  |  | WC           | Alexis Galarneau | 6            | 4            | 65           |  |
|  |             | Daniel Altmaier     | Daniel Altmaier     | 64          | 1           |  |  | 11           | Rinky Hijikata   | 3            | 6            | 7            |  |
|  | 11          | Rinky Hijikata      | Rinky Hijikata      | 7           | 6           |  |  |              |                  |              |              |              |  |

### Sezione 7
|  | Primo turno | Primo turno  | Primo turno  | Primo turno | Primo turno |  |  | Ultimo turno | Ultimo turno | Ultimo turno | Ultimo turno | Ultimo turno |  |
|  |             |              |              |             |             |  |  |              |              |              |              |              |  |
|  | 7           | Jakub Menšík | Jakub Menšík | 6           | 7           |  |  |              |              |              |              |              |  |
|  | WC          | Taha Baadi   | Taha Baadi   | 3           | 5           |  |  | 7            | Jakub Menšík | 61           | 6            | 4            |  |
|  | WC          | Liam Draxl   | Liam Draxl   | 4           | 2           |  |  | 14           | Borna Ćorić  | 7            | 3            | 6            |  |
|  | 14          | Borna Ćorić  | Borna Ćorić  | 6           | 6           |  |  |              |              |              |              |              |  |